# Statki szpitalne projektu 320
Statki szpitalne projektu 320 – typ czterech statków szpitalnych zaprojektowanych i wybudowanych dla Związku Radzieckiego w Stoczni Szczecińskiej w latach 80. XX wieku. Nazwane nazwami rzek jednostki „Ob”, „Jenisej”, „Swir” i „Irtysz” miały wyporność 9430 ton i zostały wprowadzone do służby w latach 1980–1990. Okręty tego typu przewidziane zostały dla 200 gości i 100 pacjentów, w przypadku zaś wykorzystania ich do transportu militarnego, mogły zabrać 450 ciężko rannych osób. Na pokładzie znajduje się również jeden helikopter służący do transportu medycznego.